# Pavao Papić
Pavao Papić (Sarajevo, 1593. – Visoko, 1649.), hrvatski bosanskohercegovački pisac. 
Prema Ivi Andriću, Papić je bio ugledni pripadnik franjevačke bosanske provincije. Preveo je talijansko djelo Le sette trombe. Bio je suvremenik Pavla Posilovića, skradinskog biskupa rođenog u Glamoču.